# Hormisa hartii
Hormisa hartii är en fjärilsart som beskrevs av French 1898. Hormisa hartii ingår i släktet Hormisa och familjen nattflyn. Inga underarter finns listade i Catalogue of Life.